# Sam Riley (rugby à XV)
Pour les articles homonymes, voir Riley et Sam Riley.
Pas d'image ? Cliquez ici

a Compétitions nationales et continentales officielles uniquement.

b Matchs officiels uniquement.
Dernière mise à jour le 30 décembre 2024.
Sam Riley, né le 23 avril 2001 à Chertsey (Angleterre), est un joueur anglais de rugby à XV jouant au poste de talonneur aux Harlequins.

## Biographie
Sam Riley rejoint le centre de formation des Harlequins à l'âge de 15 ans. Il est notamment le capitaine de l'équipe en moins de 18 ans. Au niveau international, il représente l'Angleterre en moins de 16 ans et 18 ans.
Il fait ses débuts professionnels contre les Exeter Chiefs lors d'un match de Coupe d'Angleterre de la saison 2019-2020.
Il participe ensuite au Tournoi des Six Nations des moins de 20 ans 2021 que son pays remporte en faisant le Grand Chelem. Il marque cinq essais pendant la compétition. À la fin de ce Tournoi, les Exeter Chiefs souhaitent le recruter mais ce transfert n'aboutit finalement pas.
Au mois de janvier 2022, il prolonge son contrat avec les Harlequins. À partir de la saison 2022-2023, il est prêté au London Scottish FC, club partenaire des Harlequins et évolue à la fois avec son club formateur et son club de prêt.
En février 2024, il joue et marque un essai avec l'Angleterre A (équipe d'Angleterre réserve) dans un match remporté 91 à 5 contre le Portugal.
En octobre 2024, il rejoue avec les London Scottish en prêt. Au mois de novembre suivant, il prolonge de nouveau son contrat avec les Harlequins. Il compte alors près de 60 apparitions avec ce club et sept essais marqués.